# Devario malabaricus
Devario malabaricus – gatunek słodkowodnej ryby z rodziny karpiowatych (Cyprinidae), wcześniej zaliczany do rodzaju Danio. Jeden z dwóch gatunków określanych w literaturze polskiej nazwą danio malabarski. Drugim jest Devario aequipinnatus.

## Występowanie
Devario malabaricus występuje na zachodnim wybrzeżu Indii i w Sri Lance.

## Opis
Paskowana, niebiesko-żółta ryba osiągająca do 12 centymetrów długości, zwykle mniejsza. Żywi się owadami i detrytusem. Hodowana jako ryba akwariowa.